# Clarksville (Arkansas)
Clarksville – miasto w Stanach Zjednoczonych, w stanie Arkansas, w hrabstwie Johnson.